# Estádio Municipal de Tauá
Estádio Municipal de Tauá – stadion piłkarski, w Tauá, Ceará, Brazylia, na którym swoje mecze rozgrywa klub Associação Desportiva Tauá.